# Geilo
Geilo er et byområde i Norge.
Geilo er en stationsby på Bergensbanen med omkringliggende bebyggelse og 2.499 indbyggere (2017). Stedet ligger i Hol kommune i Hallingdal i Viken Fylke i Norge. Geilo ligger ved Riksvei 7 som har forbindelse vestpå til Bergen, og østpå gennem Hallingdal til Hønefoss i Ringerike.  
Stednavnet Geilo er dativ flertal af nynorsk geil (= indgærdet kvægvej). 
Geilo er et populært turiststed, både sommer- og vinterstid, og der er mange hoteller og andre overnatnings- og serveringssteder.
Fra 1913 og frem til 1980'erne afholdtes Geilo-møderne af norske kristelige på stedet.
Den danske film Min søsters børn i sneen er optaget på Geilo.